# Boncourt (Eure)
Boncourt település Franciaországban, Eure megyében. Lakosainak száma 186 fő (2022. január 1.). Boncourt Caillouet-Orgeville, Cierrey, Hardencourt-Cocherel, Miserey és Vaux-sur-Eure községekkel határos.

## Népesség
A település népességének változása:
| Lakosok száma | 68   | 92   | 122  | 162  | 179  | 191  | 186  | 183  | 181  | 186  |
|               | 1968 | 1982 | 1990 | 2006 | 2013 | 2015 | 2017 | 2019 | 2020 | 2022 |